# Bülent Ecevit
Mustafa Bülent Ecevit, född 28 maj 1925 i Konstantinopel, död 5 november 2006 i Ankara, var en turkisk politiker som i flera omgångar var landets premiärminister: 1974, 1977, 1978–1979 och 1999–2002.

## Biografi
Ecevit valdes som parlamentsledamot för det kemalistiska Republikanska folkpartiet (CHP) från Ankara (i valen 1957 och 1961) och senare från Zonguldak (i valen 1965 och 1969). Han var arbetsmarknadsminister 1961-1965 och 1966 blev han CHP:s generalsekreterare då İsmet İnönü var partiordförande. Ecevit var motståndare till İnönüs samarbete med landets militära styre.
Ecevit blev CHP:s ordförande 1972 och Turkiets premiärminister 25 januari 1974. Han beordrade en amnesti för alla politiska flyktingar och 20 juli 1974 godkände han Turkiets militära intervention i samband med Cypernkrisen. I september 1974 misslyckades han att vinna en förtroendeomröstning i det turkiska parlamentet och 17 november 1974 lämnade han över premiärministerposten till Sadi Irmak. Från 21 juni till 21 juli 1977 var han åter premiärminister. Han återkom som premiärminister 5 januari 1978, men allvarliga ekonomiska och sociala problem ledde till regeringens fall året efter, och han lämnade premiärministerposten 12 november 1979.
Efter militärkuppen 1980 fängslades Ecevit och anklagades för landsförräderi för att ha misslyckats att förhindra det omfattande gatuvåld mellan vänstern och högern som ledde till militärens inblandning. Han satt en månad i fängelse och förbjöds att ägna sig åt politisk verksamhet i tio år. Han fängslades tre gånger för att fortsatt ägnat sig åt politisk verksamhet, framför allt via sin fru Rahsan (1923-2020), som bildade Demokratiska vänsterpartiet (DSP) 1985 och ledde detta parti till 1987, då en reform genomfördes som innebar att Bülent Ecevit åter kunde bli politiskt aktiv.
I juni 1997 blev han biträndade premiärminister under Mesut Yılmaz. Efter att Yılmaz regering föll på grund av korruptionsanklagelser blev Ecevit åter premiärminister 11 januari 1999. Hans popularitet ökade när PKK-ledaren Abdullah Öcalan tillfångatogs 1999. Turkiet fick status av kandidatland till Europeiska unionen i december 1999 vid ett toppmöte i Helsingfors. 2002 drabbades Ecevit av sjukdom men vägrade att avgå, och hans parti led ett svidande nederlag i valet samma år, vilket ledde till att DSP förlorade alla sina platser i parlamentet. Han lämnade premiärministerposten 18 november 2002 och posten som partiledare i juli 2004. Han efterträddes på premiärministerposten av Recep Tayyip Erdoğan.
Ecevit var delvis av kurdisk härkomst via sin farfar Mustafa Şükrü Efendi, som var en islamisk skriftlärd. Han erkände dock inte kurderna som en etnisk grupp och motsatte sig att legalisera undervisning på kurdiska.[källa behövs]